# 莫伦廷
莫伦廷（西班牙語：Morentin）是西班牙纳瓦拉的一个市镇。总面积9平方公里，总人口123人（2001年），人口密度14人/平方公里。